# Агапіт I (архімандрит Києво-Печерського монастиря)
Агапіт I (д/н — 1249) — церковний діяч часів занепаду Великого князівства Київського.

## Життєпис
Про його діяльність відомостей замало. Початок керування монастирем припав на продовження міжкнязівських усобиць. Обирається архімандритом 1238 року після смерті Полікарпа II. Втім частина дослідників вважає, що саме останній 1240 року був свідком захоплення Києва монголами. Тоді ж й загинув, а Агапіт I обирається після. Проте за різними непрямими свідченнями та літописами вважається, що саме Агапіт I керував Києво-Печерським монастирем під час монгольської навали. Ймовірно зумів з частиною ченців врятуватися в Дальних печерах.
Згідно з дослідженнями XIX ст. Успенський собор у дійсності постраждав не так страшно, як про те свідчив автор «Синопсиса» — основного джерела про ці події. В Успенському соборі на той час ще збереглися давньоруські мозаїки. 
У 1241 році з поверненням до Києва князя Михайла Всеволодовича архімандрит допомагав йому у відновленні церковного життя в місті. Також доклав зусилля щодо повернення ченців та відбудови Києво-Печерського монастиря. Наказав застосовувати била та дзвони (до того дзвін був лише в Центральній дзвониці монастиря) для збору християн на молитву в Печерському монастирі та його церквах, враховуючи значні території та відстані.
Помер 1249 року. Новим настоятелем став Серапіон.